# Vilić Selo
Vilić Selo je naselje u Republici Hrvatskoj u Požeško-slavonskoj županiji, u sastavu općine Brestovac.

## Zemljopis
Vilić Selo je smješteno oko 5 km zapadno od Brestovca, na cesti Požega - Pakrac, susjedna sela su Boričevci na zapadu te Brestovac i Skenderovci na istoku. 

## Stanovništvo
Prema popisa stanovništva iz 2011. godine Vilić Selo je imalo 157 stanovnika.
| broj stanovnika | 180   | 210   | 207   | 291   | 278   | 276   | 280   | 293   | 270   | 292   | 252   | 232   | 205   | 171   | 185   | 157   | 120   |
|                 | 1857. | 1869. | 1880. | 1890. | 1900. | 1910. | 1921. | 1931. | 1948. | 1953. | 1961. | 1971. | 1981. | 1991. | 2001. | 2011. | 2021. |